# Glikirani hemoglobin
Glikirani hemoglobin (kratica GHB) je hemoglobin u organizmu koji je dio crvenih krvnih stanica eritrocita. Ugrađuje se u eritrocite u trenutku njihovog stvaranja.  Postupno na sebe poput brojnih bjelančevina na se vezuju glukozu. To se zbiva u uvjetima dugotrajne hiperglikemije. Vezavši se za molekulu hemoglobina u stanici eritrocita, glukoza se više ne odvaja. Glikacija hemoglobina A1 tijekom života eritrocita (120 dana) daje glikirane podjedinice hemoglobin HbA1a, HbA1b, HBA1c unutar eritrocita. HbA1c povećano se stvara npr. kod šećerne bolesti (diabetes mellitus), pa je određivanje HbA1c indeks za kontrolu glukoze u krvi kroz dulje vremensko razdoblje. Povećana količina spoja glukoze-hemoglobina može se pripisati povišenoj razini glukoze u krvi u trenutku stvaranja eritrocita, a to je u prosjeku prije 60 dana. očekivane vrijednosti u normalnim okolnostima. Očekivane vrijednosti u normalnim okolnostima su za glukozu natašte: 4,2 do 6,4 μmol/L, te za HbA1c : 4,0 do 6,2 % .
Glikirani hemoglobin A1c predstavlja klinički normativ kroz koji se procjenjuje djelotvornost terapije i rizik pojave komplikacija šećerne bolesti. Kod odraslih šećeraša, preporučuje se težiti ciljnoj vrijednosti glikiranog hemoglobina <7%. Dokazano je da snižavanje vrijednosti HbA1c na manje od 7% smanjuje pojavu mikrovaskularnih komplikacija šećerne bolesti. Postigne li se taj postotak odmah nakon postavljanja dijagnoze omogućuje se dugoročno smanjenje pojave makrovaskularnih komplikacija.
Nalaz HbA1c dobar je pokazatelj prosječne razine glukoze u posljednja tri mjeseca zato što se eritrociti nakon tri mjeseca od nastanka raspadnu te ih zamjenjuju novi, dok hemoglobin iz eritrocita glikiran prije pet ili šest mjeseci više neće postojati. Ali, nalaz može prevariti kod pretjerane sklonosti hipoglikemijama i hiperglikemijama, odnosno prosječna vrijednost GUK može biti dobra i time i nalaz HbA1c. U zbilji su tada prevelike oscilacije razine glukoze u krvi što je štetno za organizam i ne smatra se dobrim pokazateljem regulacije šećerne bolesti.
Nije rijetko slučajno otkrivanje inačica hemoglobina tijekom mjerenja HbA1c. Dvijesu publikacije izvijestile različite zaključke o točnosti određivanja vrijednosti HbA1c metodom kapilarne elektroforeze u prisutnosti hemoglobina J-Baltimore (HbJ).
Još uvijek se često rabi od struke napušteni naziv glikozilirani hemoglobin.